# Армянское национально-освободительное движение
Армянское национально-освободительное движение (арм. Հայ ազգային-ազատագրական շարժում) — движение армянского народа, направленное на создание собственного независимого государства. Включало в себя социальные, культурные, но прежде всего, политические и военные движения, и достигло своего пика во время Первой мировой войны и в последующие годы.

### XIX век
Армянское национальное движение с начала 1860-х годов развивалось под влиянием эпохи Просвещения и роста национализма в Османской империи. Его формирование проходило аналогично освободительным движениям балканских народов, в первую очередь, греческому, которое в начале 1830-х годов добилось независимости от турок. Армянская элита и группы фидаинов стремились, главным образом, защитить армянское христианское население в сельской местности восточной части Османской империи от нападений мусульман, но конечной их целью было добиться реформ в шести армянских вилайетах, а после того как это не удалось, создать собственное государство в районах населённых армянами и контролируемых в то время Османской и Российской империями.
С конца 1880-х годов, движение переходит к методам партизанской войны с османским правительством и курдскими иррегулярными отрядами «хамидие» в восточных областях империи. Постепенно во главе движения оказались три армянские политические партий, «Арменакан», «Гнчак» и «Дашнакцутюн». Армяне традиционно рассматривали Россию в качестве своего естественного союзника в борьбе с турками, хотя та не вмешивалась в османские дела на Кавказе. Только в начале 1914 году, потеряв свои владения в Европе после балканских войн, османское правительство приняло пакет армянской реформы, однако их осуществление прервала Первая мировая война.

### XX век
Во время Первой мировой войны армяне, проживавшие в Османской империи стали жертвами геноцида, организованного властями. По некоторым оценкам, с 1915 по 1923 годы было убито от 200 000 (некоторые турецкие источники и Стенфорд Шоу в первом издании «History of the Ottoman Empire and modern Turkey») до более 2 000 000 армян (некоторые армянские источники и Рудольф Руммель). В ответ, десятки тысяч армян России и других стран вступили в Русскую армию в качестве добровольцев, рассчитывая в дальнейшем на формирование армянской автономии в составе Российской империи. К 1917 году под контролем России оказались несколько населённых армянами областей Османской империи. Но после Октябрьской революции Кавказский фронт фактически развалился и было заключено так называемое Эрзинджанское перемирие, которое привело к массовому отходу русских войск из Западной (Турецкой) Армении. В результате, к началу 1918 года турецким силам фактически противостояли лишь несколько тысяч кавказских (в основном армянских) добровольцев.
Армянский национальный совет, созданный осенью 1917 года и находившийся под контролем дашнаков, 28 мая 1918 года объявил себя «верховной и единственной властью армянских уездов», провозгласив, таким образом, создание армянского государства в населённых армянами районах Южного Кавказа. К этому времени, однако, Турция уже оккупировала значительную часть Закавказья. Дашнакское правительство было вынуждено заключить 4 июня так называемый «Союз мира и дружбы» с турецким правительством. По этому соглашению территория, подвластная дашнакскому правительству, ограничивалась Эриванским и Эчмиадзинским уездами, остальная территория Армении была захвачена турецкими войсками.
К 1920 году большевики в России и кемалисты в Турции смогли упрочить своё положение и заняться решением армянского вопроса. Согласно Севрскому мирному договору, подписанному 10 августа 1920 года, султанская Турция признавала Армению как «свободное и независимое государство» и передавало ей часть Западной Армении. Однако противники султана во главе с Кемаль-пашей отказались ратифицировать договор, подписанный султанскими представителями. Этот отказ спровоцировал армяно-турецкую войну, в результате которой за два месяца были потеряны две трети довоенной территории Армении. Воспользовавшись ослаблением дашнакского правительства, Красная армия вторглась в Армению. В декабре 1920 года было провозглашена Армянская ССР, позже вошедшая в состав СССР. Сотни тысяч армян, бежавших от геноцида, оказались на Ближнем Востоке, в Греции, Франции и США, дав начало новой эпохе в истории армянской диаспоры. Советская Армения просуществовала до 1991 года, когда Советский Союз распался и была создана нынешняя (третья) Республика Армения.